# Tour de France 1929
Le Tour de France 1929, 23e édition du Tour de France, s'est déroulé du 30 juin au 28 juillet 1929. Il comporta 22 étapes pour une distance totale de 5 276 km.

## Généralités
Le système de départs séparés introduit en 1927 est en grande partie abandonné pour cette édition. Seules trois étapes restent disputées selon cette formule.
Nicolas Frantz qui avait gagné à la suite le Tour de France 1927 et le Tour de France 1928, espérait remporter un troisième succès cette année-là. Le vainqueur du Tour de France 1926, Lucien Buysse, lui aussi visait l'obtention d'un nouveau titre.
Victor Fontan, leader au général et maillot jaune, chuta dans les Pyrénées lors de la 10e étape, cassant la fourche de son vélo. Le règlement cette année-là, prévoyait que chaque coureur devait finir l'étape avec le vélo avec lequel il l'avait débuté. Fontan dut rentrer chez lui, pour emprunter un vélo. Il en trouva un et parcourut les 145 km restants avec son vélo cassé attaché dans le dos. Malgré son courage, Fontan dut abandonner la course le jour même, en pleurs. Cette règle fut supprimée l'année suivante pour le Tour de France 1930.
C'est finalement le Belge Maurice De Waele qui reprend la première place. Malade, il bénéficie néanmoins de l'aide des autres coureurs d'Alcyon qui bloquent la course et l'accompagnent pour favoriser sa victoire, malgré le règlement. Des coureurs « isolés » et des adversaires sont également sollicités. De Waele gagne une étape à Malo-les-Bains et remporte le Tour. Le déroulement de la course fait dire à Henri Desgrange : « On fait gagner un cadavre ! Comment un Maillot Jaune aussi facile à dépouiller a-t-il pu conserver la première place ? ».
La moyenne du vainqueur est de 28,320 km/h.

## Équipes participantes
- Alcyon
- Allelulia
- De Dion
- Dilecta
- Elvish
- Fontan
- JB Louvet
- La Française
- La Rafale
- Lucifer
- Normandie
- Ile de France
- Nord
- Midi
- Côte d'Azur
- Alsace Lorraine
- Sud Est
- Bretagne
- Champagne
- Touriste-routier

## Étapes
| Étape,    | Date        | Villes étapes                     |                              | Distance (km) | Vainqueur d’étape        | Leader du classement général              |
| --------- | ----------- | --------------------------------- | ---------------------------- | ------------- | ------------------------ | ----------------------------------------- |
| 1re étape | 30 juin     | Paris - Le Vésinet – Caen         | Étape de plaine              | 206           | Aimé Dossche             | Aimé Dossche                              |
| 2e étape  | 1er juillet | Caen – Cherbourg                  | Étape de plaine              | 140           | André Leducq             | Aimé Dossche                              |
| 3e étape  | 2 juillet   | Cherbourg – Dinan                 | Étape de plaine              | 199           | Omer Taverne             | Aimé Dossche                              |
| 4e étape  | 3 juillet   | Dinan – Brest                     | Étape de plaine              | 206           | Louis Delannoy           | Maurice De Waele                          |
| 5e étape  | 4 juillet   | Brest – Vannes                    | Étape de plaine              | 208           | Gustave Van Slembrouck   | Maurice De Waele                          |
| 6e étape  | 5 juillet   | Vannes – Les Sables-d'Olonne      | Étape de plaine              | 204           | Paul Le Drogo            | Maurice De Waele                          |
| 7e étape  | 6 juillet   | Les Sables-d'Olonne – Bordeaux    | Étape de plaine              | 285           | Nicolas Frantz           | Nicolas Frantz André Leducq Victor Fontan |
| 8e étape  | 7 juillet   | Bordeaux – Bayonne                | Étape de plaine              | 182           | Julien Moineau           | Gaston Rebry                              |
| 9e étape  | 9 juillet   | Bayonne – Luchon                  | Étape de montagne            | 363           | Salvador Cardona         | Victor Fontan                             |
| 10e étape | 11 juillet  | Luchon – Perpignan                | Étape de montagne            | 323           | Jef Demuysere            | Maurice De Waele                          |
| 11e étape | 13 juillet  | Perpignan – Marseille             | Étape de plaine              | 366           | André Leducq             | Maurice De Waele                          |
| 12e étape | 15 juillet  | Marseille – Cannes                | Contre-la-montre par équipes | 191           | Marcel Bidot             | Maurice De Waele                          |
| 13e étape | 16 juillet  | Cannes – Nice                     | Étape de montagne            | 133           | Benoît Faure             | Maurice De Waele                          |
| 14e étape | 18 juillet  | Nice – Grenoble                   | Étape de montagne            | 333           | Gaston Rebry             | Maurice De Waele                          |
| 15e étape | 20 juillet  | Grenoble – Évian-les-Bains        | Étape de montagne            | 329           | Julien Vervaecke         | Maurice De Waele                          |
| 16e étape | 22 juillet  | Évian-les-Bains – Belfort         | Étape de montagne            | 283           | Charles Pélissier        | Maurice De Waele                          |
| 17e étape | 23 juillet  | Belfort – Strasbourg              | Étape de plaine              | 145           | André Leducq             | Maurice De Waele                          |
| 18e étape | 24 juillet  | Strasbourg – Metz                 | Étape de plaine              | 165           | André Leducq             | Maurice De Waele                          |
| 19e étape | 25 juillet  | Metz – Charleville                | Contre-la-montre par équipes | 159           | Bernard Van Rysselberghe | Maurice De Waele                          |
| 20e étape | 26 juillet  | Charleville – Malo-les-Bains      | Contre-la-montre par équipes | 270           | Maurice De Waele         | Maurice De Waele                          |
| 21e étape | 27 juillet  | Malo-les-Bains – Dieppe           | Étape de plaine              | 234           | André Leducq             | Maurice De Waele                          |
| 22e étape | 28 juillet  | Dieppe – Paris - Parc des Princes | Étape de plaine              | 332           | Nicolas Frantz           | Maurice De Waele                          |

Note : le règlement ne fait aucune distinction entre les étapes de plaine ou de montagne ; les étapes 12, 19 et 20 sont courues sous la forme de contre-la-montre par équipes, tandis que les autres icônes indiquent simplement la présence ou non d'ascensions notables durant les étapes disputées en ligne.

## Classement général final
| Classement général | Classement général       | Classement général | Classement général    | Classement général   |
|                    | Coureur                  | Pays               | Équipe                | Temps                |
| ------------------ | ------------------------ | ------------------ | --------------------- | -------------------- |
| 1er                | Maurice De Waele         | Belgique           | Alcyon-Dunlop         | en 186 h 39 min 15 s |
| 2e                 | Giuseppe Pancera         | Italie             | La Rafale-Hutchinson  | + 44 min 23 s        |
| 3e                 | Jef Demuysere            | Belgique           | Lucifer-Hutchinson    | + 57 min 10 s        |
| 4e                 | Salvador Cardona         | Espagne            | Fontan-Wolber         | + 57 min 46 s        |
| 5e                 | Nicolas Frantz           | Luxembourg         | Alcyon-Dunlop         | + 58 min 0 s         |
| 6e                 | Louis Delannoy           | Belgique           | La Française-Dunlop   | + 1 h 6 min 9 s      |
| 7e                 | Antonin Magne            | France             | Alléluia-Wolber       | + 1 h 8 min 0 s      |
| 8e                 | Julien Vervaecke         | Belgique           | Alcyon-Dunlop         | + 2 h 1 min 37 s     |
| 9e                 | Pierre Magne             | France             | Alleluia-Wolber       | + 2 h 3 min 0 s      |
| 10e                | Gaston Rebry             | Belgique           | Alcyon-Dunlop         | + 2 h 17 min 49 s    |
| 11e                | André Leducq             | France             | Alcyon-Dunlop         | + 2 h 24 min 51 s    |
| 12e                | Frans Bonduel            | Belgique           | Dilecta-Wolber        | + 2 h 52 min 35 s    |
| 13e                | Désiré Louesse (en)      | Belgique           | Fontan-Wolber         | + 2 h 52 min 57 s    |
| 14e                | Bernard Van Rysselberghe | Belgique           | Dilecta-Wolber        | + 3 h 6 min 23 s     |
| 15e                | Benoît Faure             | France             | Touriste-Routier      | + 3 h 33 min 29 s    |
| 16e                | Marcel Bidot             | France             | La Française-Dunlop   | + 3 h 40 min 49 s    |
| 17e                | Armand Van Bruaene       | Belgique           | De Dion-Bouton-Wolber | + 4 h 11 min 54 s    |
| 18e                | Karel Govaert (en)       | Belgique           | Elvish-Wolber         | + 4 h 14 min 24 s    |
| 19e                | Francis Bouillet (en)    | France             | Lucifer-Hutchinson    | + 5 h 7 min 51 s     |
| 20e                | Ernest Neuhard           | France             | De Dion-Bouton-Wolber | + 5 h 45 min 12 s    |
| 21e                | Omer Taverne             | Belgique           | Touriste-Routier      | + 5 h 49 min 39 s    |
| 22e                | Léon Chené               | France             | Alleluia-Wolber       | + 6 h 0 min 7 s      |
| 23e                | Jules Merviel            | France             | La Rafale-Hutchinson  | + 6 h 5 min 2 s      |
| 24e                | Mario Pomposi (en)       | Italie             | Dilecta-Wolber        | + 6 h 14 min 9 s     |
| 25e                | Georges Laloup (en)      | France             | Touriste-Routier      | + 6 h 30 min 50 s    |
| modifier           |                          |                    |                       |                      |

## Liste des participants
La liste ci-dessous présente les coureurs inscrits par numéro de dossard.
| Légende | Légende                                                                    | Légende | Légende                                                    |
| ------- | -------------------------------------------------------------------------- | ------- | ---------------------------------------------------------- |
| Num     | Dossard de départ porté par le coureur sur ce Tour                         | Pos     | Position à l'arrivée de la course                          |
|         | Indique un maillot de champion national ou mondial, suivi de sa spécialité | NP      | Indique un coureur qui n'a pas pris le départ de la course |
| AB      | Indique un coureur qui n'a pas terminé la course                           | HD      | Indique un coureur qui a terminé la course hors des délais |

| Alcyon-Dunlop | Alcyon-Dunlop          | Alcyon-Dunlop |
| ------------- | ---------------------- | ------------- |
| Num           | Coureur                | Pos           |
| 1             | Nicolas Frantz (LUX)   | 5e            |
| 13            | André Leducq (FRA)     | 11e           |
| 25            | Aimé Deolet (BEL)      | AB-9          |
| 31            | Maurice De Waele (BEL) | 1er           |
| 37            | Julien Vervaecke (BEL) | 8e            |
| 43            | Gaston Rebry (BEL)     | 10e           |

| La Française-Dunlop | La Française-Dunlop  | La Française-Dunlop |
| ------------------- | -------------------- | ------------------- |
| Num                 | Coureur              | Pos                 |
| 7                   | Marcel Bidot (FRA)   | 16e                 |
| 19                  | Louis Delannoy (BEL) | 6e                  |

| Alleluia-Wolber | Alleluia-Wolber      | Alleluia-Wolber |
| --------------- | -------------------- | --------------- |
| Num             | Coureur              | Pos             |
| 2               | Antonin Magne (FRA)  | 7e              |
| 14              | Julien Moineau (FRA) | AB-17           |
| 26              | Pierre Magne (FRA)   | 9e              |
| 38              | Léon Chené (FRA)     | 22e             |

| De Dion-Bouton-Wolber | De Dion-Bouton-Wolber    | De Dion-Bouton-Wolber |
| --------------------- | ------------------------ | --------------------- |
| Num                   | Coureur                  | Pos                   |
| 8                     | Hector Martin (BEL)      | AB-17                 |
| 20                    | Ernest Neuhard (FRA)     | 20e                   |
| 32                    | Armand Van Bruaene (BEL) | 17e                   |
| 44                    | Julien Delbecque (BEL)   | AB-14                 |
| 53                    | Odiel Van Hevel (BEL)    | NP-1                  |
| 54                    | Maurice Denamur (BEL)    | NP-1                  |
| 56                    | André Verbist (BEL)      | NP-1                  |

| Elvish-Wolber | Elvish-Wolber         | Elvish-Wolber |
| ------------- | --------------------- | ------------- |
| Num           | Coureur               | Pos           |
| 3             | Victor Fontan (FRA)   | AB-10         |
| 15            | Julien Perrain (FRA)  | 27e           |
| 27            | Charles Govaert (BEL) | 18e           |
| 39            | Camille Foucaux (BEL) | AB-6          |

| Fontan-Wolber | Fontan-Wolber          | Fontan-Wolber |
| ------------- | ---------------------- | ------------- |
| Num           | Coureur                | Pos           |
| 9             | Jean Aerts (BEL)       | AB-10         |
| 21            | Salvador Cardona (ESP) | 4e            |
| 33            | Désiré Louesse (BEL)   | 13e           |
| 45            | François Henri (FRA)   | NP-18         |

| Dilecta-Wolber | Dilecta-Wolber                 | Dilecta-Wolber |
| -------------- | ------------------------------ | -------------- |
| Num            | Coureur                        | Pos            |
| 4              | Ferdinand Le Drogo (FRA)       | AB-9           |
| 10             | Paul Le Drogo (FRA)            | AB-10          |
| 16             | Romain Bellenger (BEL)         | AB-15          |
| 22             | André Godinat (FRA)            | AB-9           |
| 28             | Julien Merviel (FRA)           | 23e            |
| 34             | Frans Bonduel (BEL)            | 12e            |
| 40             | Bernard Van Rysselberghe (BEL) | 14e            |
| 46             | Karel Van Hassel (BEL)         | AB-9           |

| Lucifer-Hutchinson | Lucifer-Hutchinson            | Lucifer-Hutchinson |
| ------------------ | ----------------------------- | ------------------ |
| Num                | Coureur                       | Pos                |
| 5                  | Jef Demuysere (BEL)           | e                  |
| 11                 | Pé Verhaegen (BEL)            | AB-7               |
| 17                 | Gustave Van Slembrouck (BEL)  | AB-9               |
| 23                 | Auguste Verdyck (BEL)         | AB-9               |
| 29                 | Camille Van De Casteele (BEL) | AB-9               |
| 35                 | Lucien Buysse (BEL)           | AB-9               |
| 41                 | Francis Bouillet (FRA)        | 19e                |
| 47                 | Roger Grégoire (FRA)          | 30e                |

| La Rafale-Hutchinson | La Rafale-Hutchinson    | La Rafale-Hutchinson |
| -------------------- | ----------------------- | -------------------- |
| Num                  | Coureur                 | Pos                  |
| 6                    | Giuseppe Pancera (ITA)  | 2e                   |
| 12                   | Mario Pomposi (ITA)     | 24e                  |
| 18                   | Settimo Innocenti (ITA) | 26e                  |
| 24                   | Carlo Rovida (ITA)      | AB-7                 |
| 30                   | Alfonso Piccin (ITA)    | NP-7                 |
| 36                   | Alfonso Crippa (ITA)    | NP-7                 |
| 42                   | Michele Orecchia (ITA)  | NP-10                |
| 48                   | Michele Mara (ITA)      | AB-3                 |

| JB Louvet-Wolber | JB Louvet-Wolber        | JB Louvet-Wolber |
| ---------------- | ----------------------- | ---------------- |
| Num              | Coureur                 | Pos              |
| 49               | Charles Pélissier (FRA) | 28e              |
| 50               | Émile Joly (BEL)        | AB-15            |
| 51               | Raymond Decorte (BEL)   | AB-7             |
| 52               | Maurice Geldhof (BEL)   | NP-13            |
| 53               | Aimé Dossche (BEL)      | AB-12            |

| Normandie (Touristes-routiers) | Normandie (Touristes-routiers) | Normandie (Touristes-routiers) |
| ------------------------------ | ------------------------------ | ------------------------------ |
| Num                            | Coureur                        | Pos                            |
| 111                            | Henri Touzard (FRA)            | 39e                            |
| 142                            | Maurice Arnoult (FRA)          | AB-9                           |
| 149                            | Marcel Masson (FRA)            | 52e                            |
| 166                            | Henri Catelan (FRA)            | AB-6                           |
| 193                            | Paul Denis (FRA)               | 31e                            |

| Ile-de-France (Touristes-routiers) | Ile-de-France (Touristes-routiers) | Ile-de-France (Touristes-routiers) |
| ---------------------------------- | ---------------------------------- | ---------------------------------- |
| Num                                | Coureur                            | Pos                                |
| 112                                | Charles Garin (FRA)                | AB-1                               |
| 168                                | Roger Lebas (FRA)                  | 40e                                |
| 182                                | François Moreels (BEL)             | 38e                                |
| 186                                | Marcel Huot (FRA)                  | AB-14                              |
| 230                                | Rodolphe Delbrassine (FRA)         | AB-9                               |

| Nord (Touristes-routiers) | Nord (Touristes-routiers) | Nord (Touristes-routiers) |
| ------------------------- | ------------------------- | ------------------------- |
| Num                       | Coureur                   | Pos                       |
| 113                       | Robert Clauws (FRA)       | AB-8                      |
| 121                       | Jean Preuss (FRA)         | 36e                       |
| 147                       | Amand Goubert (FRA)       | AB-3                      |
| 160                       | Marcel Gendrin (FRA)      | 54e                       |
| 223                       | Albert Barthelemy (FRA)   | AB-9                      |

| Midi (Touristes-routiers) | Midi (Touristes-routiers) | Midi (Touristes-routiers) |
| ------------------------- | ------------------------- | ------------------------- |
| Num                       | Coureur                   | Pos                       |
| 118                       | Adrien Plautin (FRA)      | 35e                       |
| 170                       | Gabriel Zenon (FRA)       | AB-11                     |
| 194                       | bernando Pesce (ESP)      | AB-2                      |
| 225                       | Pierre Bobo (FRA)         | NP-12                     |

| Côte d'Azur (Touristes-routiers) | Côte d'Azur (Touristes-routiers) | Côte d'Azur (Touristes-routiers) |
| -------------------------------- | -------------------------------- | -------------------------------- |
| Num                              | Coureur                          | Pos                              |
| 127                              | Batista Berardi (ITA)            | 49e                              |
| 138                              | Auguste Encrine (FRA)            | 33e                              |
| 154                              | Jean Nirascou (FRA)              | AB-1                             |
| 162                              | Clovis Cros (FRA)                | AB-1                             |

| Alsace-Lorraine (Touristes-routiers) | Alsace-Lorraine (Touristes-routiers) | Alsace-Lorraine (Touristes-routiers) |
| ------------------------------------ | ------------------------------------ | ------------------------------------ |
| Num                                  | Coureur                              | Pos                                  |
| 129                                  | Pierre Charton (FRA)                 | AB-19                                |
| 218                                  | Henri Simonin (FRA)                  | AB-5                                 |
| 231                                  | Natale Zaninetti (ITA)               | AB-3                                 |
| 232                                  | Thiebaut Bitschene (FRA)             | AB-7                                 |

| Sud-Est (Touristes-routiers) | Sud-Est (Touristes-routiers) | Sud-Est (Touristes-routiers) |
| ---------------------------- | ---------------------------- | ---------------------------- |
| Num                          | Coureur                      | Pos                          |
| 132                          | François Ondet (FRA)         | 55e                          |
| 167                          | Pietro Righetti (ITA)        | AB-17                        |
| 203                          | Benoit Faure (FRA)           | 15e                          |
| 204                          | Marcel Mazeyrat (FRA)        | 41e                          |

| Bretagne (Touristes-routiers) | Bretagne (Touristes-routiers) | Bretagne (Touristes-routiers) |
| ----------------------------- | ----------------------------- | ----------------------------- |
| Num                           | Coureur                       | Pos                           |
| 152                           | Léopold Boisselle (FRA)       | 42e                           |
| 195                           | Alois Racko (FRA)             | NP-7                          |
| 207                           | Jean Benot (FRA)              | AB-1                          |
| 219                           | Aristide Drouet (FRA)         | AB-11                         |

| Champagne (Touristes-routiers) | Champagne (Touristes-routiers) | Champagne (Touristes-routiers) |
| ------------------------------ | ------------------------------ | ------------------------------ |
| Num                            | Coureur                        | Pos                            |
| 137                            | André Léger (FRA)              | 60e                            |
| 145                            | Hector Denis (FRA)             | 31e                            |
| 165                            | Paul Delbart (FRA)             | 44e                            |
| 175                            | Guy Bariffi (SUI)              | 43e                            |
| 216                            | Georges Berton (FRA)           | 29e                            |

| Sud-Ouest (Touristes-routiers) | Sud-Ouest (Touristes-routiers) | Sud-Ouest (Touristes-routiers) |
| ------------------------------ | ------------------------------ | ------------------------------ |
| Num                            | Coureur                        | Pos                            |
| 124                            | Armand Laure (FRA)             | NP-1                           |
| 222                            | Raphaël Dupau (FRA)            | NP-1                           |

| Individuels (Touristes-routiers) | Individuels (Touristes-routiers) | Individuels (Touristes-routiers) |
| -------------------------------- | -------------------------------- | -------------------------------- |
| Num                              | Coureur                          | Pos                              |
| 101                              | Camille Parent (FRA)             | NP-1                             |
| 102                              | Giovanni Canova (FRA)            | NP-10                            |
| 103                              | Siméon Vergnol (FRA)             | NP-1                             |
| 104                              | Henri Sergeant (FRA)             | NP-1                             |
| 105                              | André Philippe (FRA)             | AB-2                             |
| 106                              | Louis Lemitère (FRA)             | NP-1                             |
| 107                              | Marcel Sellier (FRA)             | NP-1                             |
| 108                              | Pierre Maligne (FRA)             | NP-3                             |
| 109                              | Florimond Guillain (FRA)         | AB-5                             |
| 110                              | Eugen Werner (SUI)               | 51e                              |
| 114                              | Édouard Levier (FRA)             | AB-1                             |
| 115                              | Jean Grousset (FRA)              | NP-1                             |
| 116                              | Auguste Sauvage (FRA)            | NP-4                             |
| 117                              | Léon Joudelat (FRA)              | AB-1                             |
| 119                              | Pierre Gueroult (FRA)            | NP-1                             |
| 120                              | Clarence W. Wagner (USA)         | NP-1                             |
| 122                              | Henri Prevost (FRA)              | 53e                              |
| 123                              | Robert Recordon (SUI)            | 46e                              |
| 125                              | Fernando Comparini (ITA)         | NP-9                             |
| 126                              | François Van Vlaslaer (FRA)      | AB-5                             |
| 128                              | Giuseppe Pusterla (ITA)          | AB-1                             |
| 130                              | André Mazziotta (FRA)            | NP-1                             |
| 131                              | Cipriano Monteca (ESP)           | AB-1                             |
| 133                              | René Piquot (FRA)                | AB-5                             |
| 134                              | Pierre Charmes (FRA)             | AB-3                             |
| 135                              | Fernand De Praetere (BEL)        | AB-1                             |
| 136                              | André Pompon (FRA)               | NP-10                            |
| 139                              | Victor Pellier (FRA)             | AB-1                             |
| 140                              | Paul Leger (FRA)                 | AB-10                            |
| 141                              | Ubaldo Merlo (ITA)               | AB-16                            |
| 143                              | Marcel Ilpide (FRA)              | 59e                              |
| 144                              | Joseph Van Geneugden (BEL)       | NP-1                             |
| 146                              | Guerrino Canova (ITA)            | 37e                              |
| 148                              | Alfred Hersard (FRA)             | AB-10                            |

| Individuels (suite) (Touristes-routiers) | Individuels (suite) (Touristes-routiers) | Individuels (suite) (Touristes-routiers) |
| ---------------------------------------- | ---------------------------------------- | ---------------------------------------- |
| Num                                      | Coureur                                  | Pos                                      |
| 150                                      | Mario Vendruscolo (ITA)                  | AB-1                                     |
| 151                                      | Giuseppe Ercolani (ITA)                  | AB-10                                    |
| 153                                      | Édouard Teisseire (FRA)                  | 48e                                      |
| 155                                      | Florindo Feretti (ITA)                   | NP-1                                     |
| 156                                      | Magnus Matter (SUI)                      | NP-4                                     |
| 157                                      | Guido Magnani (ITA)                      | AB-1                                     |
| 158                                      | Joseph Muller (FRA)                      | NP-1                                     |
| 159                                      | Marcel Folliot (FRA)                     | AB-13                                    |
| 161                                      | Gino Bartolucci (ITA)                    | AB-20                                    |
| 163                                      | Henri Derain (FRA)                       | AB-10                                    |
| 164                                      | Albert Jordens (BEL)                     | 34e                                      |
| 169                                      | Pierre Oderigo (FRA)                     | NP-1                                     |
| 171                                      | Paul Filliat (FRA)                       | AB-3                                     |
| 172                                      | Léon Delmulle (FRA)                      | AB-1                                     |
| 173                                      | Omer Taverne (BEL)                       | 21e                                      |
| 174                                      | Ferdinand Binet (FRA)                    | AB-1                                     |
| 176                                      | Michele Gordini (ITA)                    | NP-4                                     |
| 177                                      | Giuseppe Medolago (ITA)                  | NP-1                                     |
| 178                                      | Antonio Pesenti (ITA)                    | AB-7                                     |
| 179                                      | Eugène Greau (FRA)                       | 47e                                      |
| 180                                      | André Souchard (FRA)                     | AB-9                                     |
| 181                                      | René Baudoin (FRA)                       | AB-3                                     |
| 183                                      | Georges Petit (FRA)                      | 50e                                      |
| 184                                      | Lorenzo Fortuno (ITA)                    | AB-10                                    |
| 185                                      | Pierre Beffarat (FRA)                    | NP-1                                     |
| 187                                      | Charles Martinet (SUI)                   | 32e                                      |
| 188                                      | Armand Ribière (FRA)                     | NP-1                                     |
| 189                                      | Georges Laloup (BEL)                     | 25e                                      |
| 190                                      | Pierre Pistoletti (FRA)                  | NP-1                                     |
| 191                                      | Henri Thomas (FRA)                       | 45e                                      |
| 192                                      | Henri Dodane (FRA)                       | NP-7                                     |
| 196                                      | Louis Techeur (BEL)                      | NP-1                                     |
| 197                                      | Alfred Del Pozzolo (FRA)                 | NP-1                                     |
| 198                                      | Mario Della Fina (ITA)                   | NP-5                                     |

| Individuels (suite) (Touristes-routiers) | Individuels (suite) (Touristes-routiers) | Individuels (suite) (Touristes-routiers) |
| ---------------------------------------- | ---------------------------------------- | ---------------------------------------- |
| Num                                      | Coureur                                  | Pos                                      |
| 199                                      | Charles Patteyn (FRA)                    | NP-1                                     |
| 200                                      | Gaston Jourdan (FRA)                     | NP-1                                     |
| 201                                      | Georges Dever (FRA)                      | AB-1                                     |
| 205                                      | Giovanni Corneli (ITA)                   | NP-1                                     |
| 206                                      | Robert Asse (FRA)                        | AB-1                                     |
| 208                                      | Jean Garcia (FRA)                        | AB-1                                     |
| 209                                      | Charles Cottalorda (FRA)                 | 56e                                      |
| 210                                      | Émile Faillu (FRA)                       | 57e                                      |
| 211                                      | Lucien Le Breton (FRA)                   | NP-1                                     |
| 212                                      | Jean-Paul Thilges (FRA)                  | AB-1                                     |
| 213                                      | François Vidon (FRA)                     | AB-1                                     |
| 214                                      | Paul Renoux (FRA)                        | NP-2                                     |
| 215                                      | Eugène Guilbert (FRA)                    | AB-3                                     |
| 217                                      | Valentin Tondeur (FRA)                   | NP-1                                     |
| 220                                      | Jean Kienlen (FRA)                       | AB-10                                    |
| 221                                      | Luigi Brivio (ITA)                       | NP-1                                     |
| 224                                      | Robert Brugère (FRA)                     | NP-1                                     |
| 226                                      | Honoré Barthélémy (FRA)                  | NP-1                                     |
| 227                                      | Bernard Wiber (FRA)                      | NP-5                                     |
| 228                                      | Alfredo Francini (ITA)                   | NP-1                                     |
| 229                                      | Charles Desmoulins (FRA)                 | NP-1                                     |
| 233                                      | Eugène Windey (BEL)                      | NP-1                                     |
| 234                                      | Théo Roelen (BEL)                        | NP-1                                     |
| 235                                      | Dick Van Germeersch (BEL)                | NP-1                                     |
| 237                                      | Sisto Vedovelo (ITA)                     | NP-1                                     |
| 238                                      | Félix Sellier (BEL)                      | NP-1                                     |
| 239                                      | Edouard Marlot (FRA)                     | AB-1                                     |
| 240                                      | Gabriel Le Goff (FRA)                    | NP-1                                     |
| 241                                      | Constant Meriel (FRA)                    | AB-1                                     |
| 242                                      | Adolphe Coeckx (USA)                     | NP-1                                     |
| 243                                      | Henri Cornelis (BEL)                     | NP-1                                     |
| 244                                      | Angelo Alberici (ITA)                    | NP-1                                     |